# Rhamphomyia crassirostris
Rhamphomyia crassirostris là danh pháp khoa học của một loài ruồi thuộc họ Empididae. Nó được tìm thấy ở hầu hết châu Âu, phía đông đến Ba Lan và Hungary. Loài này vắng mặt tại Ý và bán đảo Balkan.